# Lijst van voetbalinterlands Bahama's - Grenada (vrouwen)
Deze lijst van voetbalinterlands is een overzicht van alle officiële voetbalinterlands tussen de nationale vrouwenteams van de Bahama's en Grenada. De landen hebben tot nu toe twee keer tegen elkaar gespeeld.

## Wedstrijden
| № | Plaats         | Datum             | Competitie                            | Wedstrijd          | Uitslag |
| - | -------------- | ----------------- | ------------------------------------- | ------------------ | ------- |
| 1 | Nassau         | 20 september 2023 | CONCACAF W Gold Cup 2024 kwalificatie | Bahama's − Grenada | 1 − 6   |
| 2 | Saint George's | 24 september 2023 | CONCACAF W Gold Cup 2024 kwalificatie | Grenada − Bahama's | 4 − 1   |

## Samenvatting
| Competitie                       | Totaal gespeeld | Winst Bahama's | Gelijk | Winst Grenada | Doelsaldo Bahama's – Grenada |
| -------------------------------- | --------------- | -------------- | ------ | ------------- | ---------------------------- |
| CONCACAF W Gold Cup kwalificatie | 2               | 0              | 0      | 2             | 2 − 10                       |
| Totaal                           | 2               | 0              | 0      | 2             | 2 − 10                       |

BFA · A-internationals · Bahamaans mannenelftal
2000 – 2002 · 2020 – 2029
Amerikaanse Maagdeneilanden ·
Bermuda ·
Dominicaanse Republiek ·
Grenada ·
Haïti ·
Kaaimaneilanden ·
Saint Lucia ·
Turks- en Caicoseilanden